# Kasteel van Montmelas
Het Kasteel van Montmelas (Frans: Château de Montmelas) is een kasteel in de Franse gemeente Montmelas-Saint-Sorlin. Het kasteel is een beschermd historisch monument sinds 2000.
Het kasteel bestond al in de 10e eeuw en kreeg zijn huidige vorm in de 12e eeuw. Het behoorde toe aan de heren van Beaujeu. Het werd gebouwd op een rotsheuvel en was van strategisch belang voor de verdediging van het zuiden van Beaujolais. De heren van Beaujeu plaatsten daarom een garnizoen in het kasteel. Isabelle van Beaujeu verbleef er tussen 1272 en haar dood in 1297. In de 19e eeuw werd het kasteel grondig verbouwd onder leiding van architect Louis Dupasquier.
Anno 2023 is het kasteel privé-eigendom.